# أوليفر لوند
أوليفر لوند (بالدنماركية: Oliver Lund) هو مدرب كرة قدم ولاعب كرة قدم دنماركي، ولد في 21 أغسطس 1990 في الدنمارك في مملكة الدنمارك. لعب مع نادي أودنسه.

## وصلات خارجية
- أوليفر لوند على موقع قاعدة بيانات كرة القدم.إي يو (الإنجليزية)
- أوليفر لوند على موقع Soccerway.com (الإنجليزية)
- أوليفر لوند على موقع عالم كرة القدم.نت (الإنجليزية)